# مجلس نواب مونتانا
مجلس نواب مونتانا (بالإنجليزية: Montana House of Representatives)‏ هو مجلس النواب التشريعي لولاية مونتانا الأمريكية، يقع المقر الرئيسي له في هيلينا، مونتانا.